# Ԫ
Ԫ ԫ (Джже) — літера кирилиці, форма якої виникла як лігатура з літер Д і Ж. Вона використовувалася в давніх осетинській та мові комі, також в удмуртській абетці Григорія Верещагіна у 1895 році. Була для того, щоб відрізнити африкат /d͜ʒ/ від послідовності d-ž у деяких фонетичних словниках. Літера позначає  дзвінку піднебінно-альвеолярну африкату /d͡ʒ/.